# یکه‌توت سفلی
یکه‌توت سفلی، روستایی در دهستان کبودگنبد بخش مرکزی شهرستان کلات استان خراسان رضوی ایران است.

## جمعیت
بر پایه سرشماری عمومی نفوس و مسکن در سال ۱۳۹۵ این روستا بدون جمعیت بوده‌است.